# Marco Coltellini
Marco Coltellini (13. Oktober 1719 in Livorno – November 1777 in St. Petersburg) war ein italienischer Librettist, Drucker und Tenor.

## Biographischer Überblick
Marco Coltellini wurde nach Carlo als zweiter Sohn von Maria Maddalena und Angiolo Spigliantini geboren. Carlo Coltellini wurde später Kapuziner, während Marco die Absicht, Priester zu werden, nach den niederen Weihen aufgab und heiratete. Er wurde Vater von vier Töchtern, die alle auf musischem Gebiet tätig waren: Celeste wurde eine bekannte Mezzosopranistin, Annetta wurde ebenfalls Sängerin, die beiden jüngsten Schwestern Costantina und Rosina widmeten sich der Malerei.
Coltellini hatte weitgefächerte kulturelle und literarische Interessen, die sich gegen Ende der 1750er Jahre in der Abfassung von Kantaten und Melodramen niederschlugen. 1762 war er in der Lage die wichtigste Druckerei in Livorno, „Stamperia all’ Insegna della verità“, zu übernehmen und begann Werke der Aufklärung zu veröffentlichen (u. a. von Francesco Algarotti und Cesare Becaria). Bis Coltellini die Druckerei im März 1770 an seinen Neffen Giovan Tommaso Masi verkaufte, veröffentlichte er so 80 Titel. Sehr interessiert an Opern, machte er die Bekanntschaft von Metastasio, Gluck, Calzabigi und Durazzo. 1763 trat er in Wien die Stellung des Dichters der kaiserlichen Theater (poeta dei cesarei teatri) an und verfasste Libretti für Gluck, Hasse und Salieri. Für Mozart überarbeitete er Goldonis La finta semplice. In seiner Zusammenarbeit mit Tommaso Traetta für dessen Ifigenia in Aulide bereitete er die Opernreform Glucks vor. 1768 schrieb er aus Anlass der Hochzeit von Johann I., des ältesten Sohnes von Fürst Joseph Adam von Schwarzenberg, auf Schloss Krumau (heute Český Krumlov) für Giuseppe Scarlatti das Libretto zu Dove è amore è gelosia. In der Aufführung sang er selber die Rolle des Patrizio. 1772 wurde Coltellini aus der Stellung des kaiserlichen Hofpoeten entlassen, nachdem er Maria Theresia mit einer seiner Satiren verärgert hatte. Er nahm einen Ruf an den Zarenhof an und verfasste in St. Petersburg Libretti für Paisiello und Traetta. Er starb so überraschend, dass Gerüchte über einen Giftmord aufkamen, zumal er auch die Zarin verärgert hatte.

## Libretti
- Dori alle ninfe dell’Arno, Kantate; Musik: G. B. Brunetti, 1757
- Ifigenia in Tauride, Musik: Tommaso Traetta, Wien 1758
- O Schönbrunn, 1763, Musik: Baldassare Galuppi, St. Petersburg 1768
- Venere placata, azione scenica; Musik: Carlo Antonio Campioni, Livorno, 1760
- L’Almeria, Musik: Gian Francesco de Majo, Livorno, Teatro S. Sebastiano, 1761
- Componimento per musica, Lucca 1762
- Matatia, Oratorium; Musik: Antonio Nenci, Florenz, Ospizio del Meloni, 1764
- Alcide negli orti Esperidi, Musik: Gian Francesco de Majo, Wien 1764
- Telemaco o sia L’isola di Circe (nach Carlo Sigismondo Capece), Musik: Christoph Willibald Gluck, Wien 1765
- Dove è amor è gelosia, Musik: Giuseppe Scarlatti, 1768
- Amore e Psiche, Musik: Florian Leopold Gassmann, Wien 1767 und Tommaso Traetta, St. Petersburg 1773 sowie Joseph Schuster, Neapel, Teatro San Carlo, 1780
- Piramo e Tisbe, Musik: Johann Adolph Hasse, Wien 1768 und Venanzio Rauzzini, München 1769
- La finta semplice (nach Carlo Goldoni), Musik: Wolfgang Amadeus Mozart, Salzburg 1769
- La contessina (nach Goldoni), Musik: Gassmann, Mährisch-Neustadt 1770 und Marcello Bernardini, Rom 1773 sowie Niccolò Piccinni, Venedig 1775
- Il filosofo innamorato (nach Goldoni), Musik: Gassmann, Wien 1771
- Armida, Musik: Antonio Salieri, Wien 1771 und Vincenzo Righini, Wien 1782; als: Armida e Rinaldo, Musik: Giuseppe Sarti, St. Petersburg 1786
- Antigona, Musik: Traetta, St. Petersburg 1772; als Creonte, Musik: Dmitri Bortnjanski, Venedig 1775 und V. Campobasso, Mailand 1789
- L’infedeltà delusa, Musik: Joseph Haydn, Esterházy 1773 und Michele Neri Bondi, Florenz 1783
- Il conte Baccellone, Musik: Giacomo Rust, Venedig 1774
- Lucinda ed Armidoro, Musik: Giovanni Paisiello, St. Petersburg 1777
- Il tutore e la pupilla ovvero Amor vuol gioventù, Intermezzo; Musik: Giuseppe Moneta, Florenz 1786

Außerdem wird Coltellini noch als Autor folgender Libretti vermutet: Le nozze d’Amore und Il mondo della luna (Bearbeitung von Goldonis Libretto Il mondo della luna) mit der Musik von Paisiello, St. Petersburg 1783.